# Worry About Me
Worry About Me è un singolo della cantante britannica Ellie Goulding, pubblicato il 13 marzo 2020 ed incluso come traccia bonus nel quarto album in studio Brightest Blue.
Il brano vede la partecipazione del rapper statunitense Blackbear.

## Pubblicazione
Dopo essere trapelato sul web a marzo 2020, Goulding ha annunciato il 5 marzo dello stesso anno che avrebbe pubblicato Worry About Me il venerdì seguente.

## Video musicale
Il video musicale, diretto da Emil Nava, è stato reso disponibile il 13 marzo 2020 in concomitanza con l'uscita del singolo.

## Tracce
Testi e musiche di Ellie Goulding, Savan Kotecha, Ilya Salmanzadeh], Peter Svensson e Matthew Musto.
Download digitale
1. Worry About Me (feat. Blackbear) – 2:59

Download digitale – Remixes EP
1. Worry About Me (con Blackbear) (Lost Frequencies Remix) – 4:11
2. Worry About Me (con Blackbear) (MK Remix) – 3:33
3. Worry About Me (con Blackbear) (Maya Jane Coles Remix) – 4:13
4. Worry About Me (con Blackbear) (Krystal Klear Remix) – 6:01

## Formazione
Musicisti
- Ellie Goulding – voce, cori
- Blackbear – voce aggiuntiva
- Leo Kotecha – cori
- Mylo Kotecha – cori
- ILYA – basso, batteria, arrangiamento, percussioni, programmazione
- Peter Svensson – chitarra
- Savan Kotecha – pianoforte

Produzione
- ILYA – produzione, ingegneria del suono
- John Hanes – ingegneria del suono
- Jason Elliott – ingegneria del suono
- Șerban Ghenea – missaggio
- Randy Merrill – mastering

## Classifiche
| Classifica (2020) | Posizione massima |
| ----------------- | ----------------- |
| Belgio (Vallonia) | 82                |
| Regno Unito       | 78                |
| Romania           | 80                |